# Château des Roches (Trooz)
Pour les articles homonymes, voir Château des Roches.

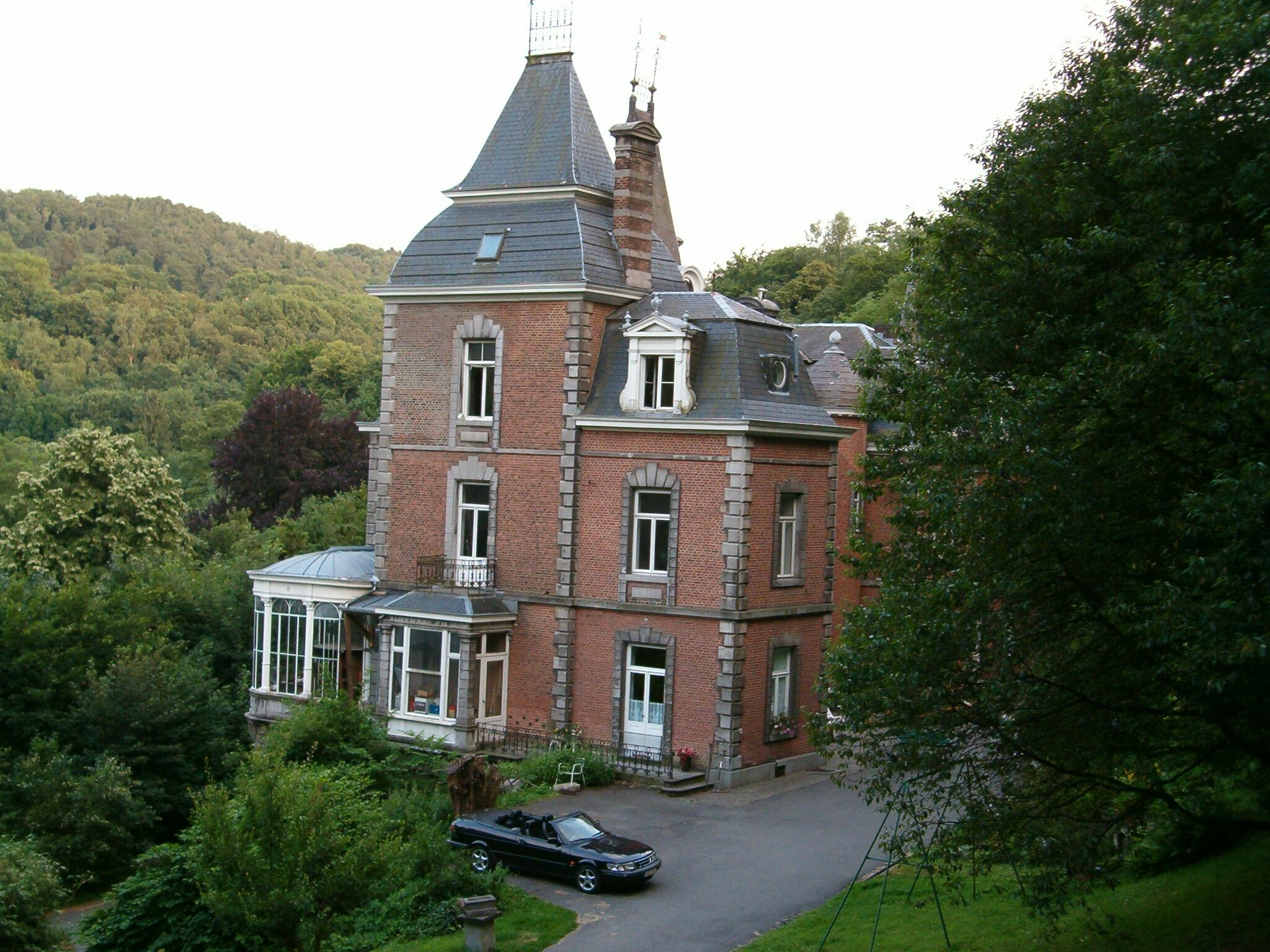
Le château des Roches.

Le château des Roches a été construit au XIXe siècle en brique rouge sur la commune de Trooz, en Belgique. Il se trouve face à La Fenderie et est également logé un peu en surplomb le long de la Vesdre.
Son nom provient sans aucun doute du fait qu'il soit construit sur de gros rochers que l'on peut apercevoir le long des fondations de l'édifice, et qu'il existe un site nommé 'Les Roches' en face de la gare non loin du château.